# パキーリ

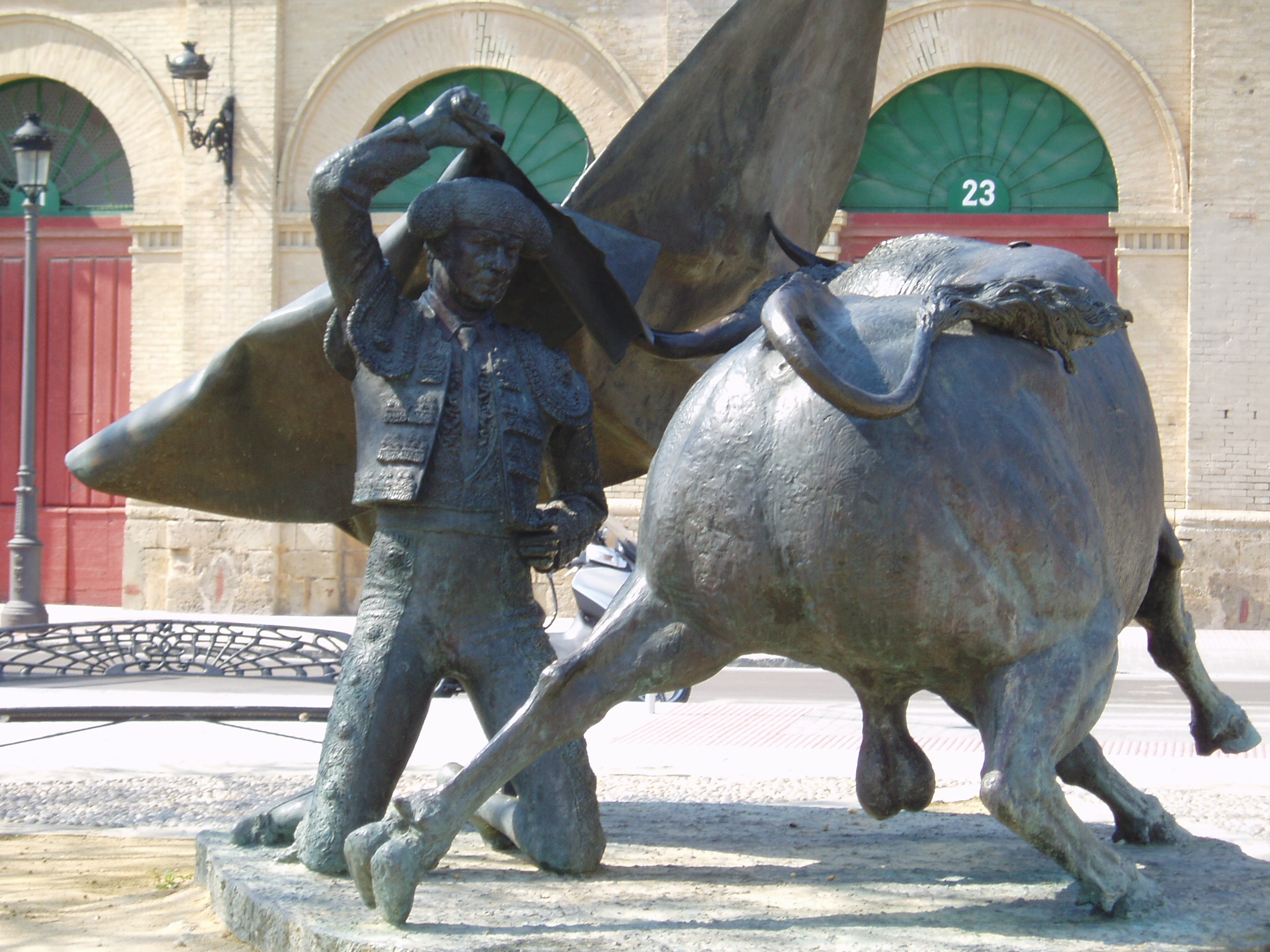
パキリの像

パキリ（Paquirri）ことフランシスコ・リベーラ・ペレス（スペイン語: Francisco Rivera Pérez、1948年3月5日 ‐ 1984年9月26日）は、スペイン・カディス県カディス出身の闘牛士。

## 人物
彼はカルメン・オルドニェスと結婚して、闘牛士となる2人の息子フランシスコ・リベーラ・オルドニェスとカジェタノ・リベーラ・オルドニェスをもうけているが、後に離婚した。その後はスペインアンダルシアセビージャ出身のコプラ（民謡に相当）女性歌手、イサベル・パントーハ（Isabal Pantoja）と結婚し、フランシスコ（愛称：キコ）という名の息子をもうけた。
1984年9月26日、アンダルシア州コルドバ県のポソブランコで開催されていた闘牛に出場し、「ずるい」という意味の名前の雄牛アビスパード（Avispado）の角に突き刺された。この悲劇はテレビカメラによって中継されており、この時点ではパキリは意識はあり、看護婦と言葉を交わしていた。また、エリセオ・モラン医師にも、けがの状態などについても説明している。しかし、80キロ離れたコルドバの軍の病院への搬送途中に死亡した。
2日後、セビージャのマエストランサ闘牛場で数千人の人が見守る中、告別式が行われた。遺体はセビージャのサン・フェルナンド墓地に埋葬された。